# あずまんが大王
『あずまんが大王』（あずまんがだいおう）は、あずまきよひこによる日本の4コマ漫画、およびそれを原作としたアニメ作品である。『月刊コミック電撃大王』（メディアワークス）において1999年2月号（1998年12月18日発売）から2002年5月号（2002年3月21日発売）にかけて連載された。単行本は全4巻。

## 概要
とある高等学校を舞台にした学園物コメディで、キャラクターの多くは女子高生である。特定の主人公は存在しない。連載時は『電撃大王』での掲載時期と作中の時系列がリンクしており、春には進級、秋には体育祭・文化祭といった形で、その時期に応じた話が展開していった。ただし、あくまで季節や行事を現実とリンクさせただけであり、作中の世界について西暦何年といった時代背景や、キャラクターの生年は設定されていない。3年3か月にわたって連載されており、メインキャラクターの入学直後から本作の物語は始まり、進級ののち、卒業して高校生活を終える事で完結した。
萌えキャラ達の日常生活の描写に重きを置く作風は、それ以前より散見されつつもあまり目立った存在とは言えなかった「萌え4コマ」「空気系」と呼ばれるジャンルを世に知らしめ、普及させる嚆矢となった。4コマ漫画界に大きな影響を与えた作品のひとつであり、発表から20年以上が経過した2020年代現在においても「あずまんがフォロワー」と言える作品が多数存在する（2010年に発売された当作品の新装版の帯には『21世紀の4コマ漫画は、ここから始まりました』というコピーが使われている）。キャラクター配置は漫画『日常』に影響を与えている。
2000年にアニメ化され（タイトルは『あずまんがWeb大王』）、同年12月28日から1話のみ3か月間、インターネット上で有料ストリーミング放送が行なわれた。代金の支払いはWebMoney（電子マネー）に限られており、またブロードバンドがほとんど普及していなかったため、サイズの都合上やや粗い画質で放送された。
2001年12月22日、5分ほどの短編映画『あずまんが大王 THE ANIMATION』が公開された。
2002年には映画版の声優とスタッフによるテレビアニメ全26話が放送され、ゲーム化も実現した。
同年、文化庁メディア芸術祭で「審査委員会推薦」作品にあげられた。
2004年10月にはテレビアニメ版のインターネット配信を開始した。
2006年に文化庁が発表した日本のメディア芸術100選（マンガ部門）に選出された。
2009年には作品の生誕10周年を記念し、以下の企画が実施された。『ゲッサン』（小学館）2009年6月号（創刊号）から8月号にかけて描き下ろし新作「あずまんが大王補習編」が短期連載された。また、小学館より全3巻の新装版が刊行された。新装版は作者の大幅な加筆修正に加え、「補習編」がそれぞれ同じ時系列の話に繋げる形で追加収録されている。10周年企画の締め括りとして、10月にスペシャルムック「大阪万博」を刊行。本作の軌跡を事細かに解説するグラビアページ、単行本未収録作品、豪華作家陣が手がけるトリビュートコミックなどが収録されている。

## 登場人物
声優の表記は「映画・TV版 / Web版」。表記がない場合は声の出演なし。声優名が1つしか書いていない場合は、特筆のない限り「映画・TV版」の声優である。
また、アニメ版に関する説明は、特筆のない限りTV版によるものを指す。
主人公は存在しないため、基本的にレギュラー6人の中から物語は進行される。

### 生徒（メインキャラクター）
美浜 ちよ（みはま ちよ）
声 - 金田朋子 / 齋藤彩夏
通称「ちよちゃん」（稀に「ちよすけ」とも）。身長133cm。髪型は両サイドからのおさげ。3年次の6月以降は結ぶ位置を少し後ろにした。原作では当初おさげの先が分かれていた。3月生まれ。
1年次の4月に、小学校から飛び級で編入してきた10歳の天才少女。愛らしい容姿で、性格も素直で明るく人懐っこい。物事に対する飲み込みが早い上に、毎朝のお弁当作りまでこなすという非の打ち所のない優等生であるが、運動能力は歳相応のため体育は不得意。負けず嫌いだが気遣いも人一倍で、自己主張は控えめ。礼儀正しく、同級生との会話でも基本的には敬語を用いる。早口言葉、痛そうな話、雷、ゆかりが運転する車（詳しくはゆかりの個別項目参照）が苦手。またジャンケンに弱い。自分が小さい事にいささかコンプレックスを感じており、智などから子供扱いされると不快感を表に出す事もある。1、2年次は学級委員長を務め、卒業式には最優秀生徒として表彰された。卒業後はアメリカへ留学した。
野球が好きで読売ジャイアンツのファン。
自宅は豪邸で、飛び抜けて裕福な家庭環境。別荘も数件所有しており、夏休みには海辺の別荘に皆で遊びに行くのが定番となった。
原作では彼女のセリフのみ原則POP体で表記されている。
春日 歩（かすが あゆむ）
声 - 松岡由貴 / 川澄綾子
通称「大阪」（以下大阪と記す）。身長は156cmだが、アニメ版では154cmの智よりも低めに描かれている。髪形はストレートのセミショート。
大阪からの転校生という理由だけで通称が定着し、本名で呼ばれることはなくなった。話す言葉のなまりは近畿方言のいずれとも特定しがたい独特なもので、ちよは「大阪さん弁」と表現している。マイペースでいつもボーッとしており、授業中はよく居眠りしている。ゆるい心構えと共に独特の観点や発想を持ち、突拍子のない発言が多い。運動が大の苦手で、走りに至ってはちよにも劣るばかりか、体が堅く前屈運動がほとんど出来ない。その一方で、体育祭の障害物競走やパン食い競走に並々ならぬ情熱を傾ける一面もある（得意種目というわけではない）。勉強も苦手で、同じく成績の悪い智や神楽と共に「ボンクラーズ」と呼ばれているが、その一方で柔軟な発想力を持ち、なぞなぞが得意。卒業後は智と同じ大学に進学した。ただしアニメ版では、試験の答案が「回答した前半部分の問題は全て正解していながら後半部分の回答欄は全て白紙による不正解」と、明らかに時間切れ的な描かれ方をしており、単純に学力が無いわけではないと見てとれる。
小食で辛い物と炭酸飲料が苦手。花粉症で、クシャミをする際には「へーちょ」と発する。
ちよのおさげを変わった感覚で捉えており、彼女のおさげに関する変わった夢をたびたび見ている。
「大阪から来た」という設定は、舞台設定が日本であることが前提となっているため、一部の国では設定が大幅に変更されている（#日本国外における展開参照）。
2002年に開かれた作者の個展「放課後の一年戦争展」に出展された全てのイラストで登場している。
同作者の別作品である「よつばと！」に教師となって登場している。
滝野 智（たきの とも）
声 - 樋口智恵子 / 半場友恵
通称「とも」。身長154cm。髪型は度々変わっており、序盤はセミショート、中盤以降はセミロング、3年次はショートヘア。
自称「暴走女子高生」。常に元気一杯であるのだが、イタズラ好きで周囲に迷惑をかける事も少なくない。その為、良くも悪くも仲間内でのムードメーカーとなっている。運動能力は良い方である。勉強が苦手で「ボンクラーズ」の一員。何かに命名する際は、対象の特徴をそのまま名前とする安直なネーミングセンスを持っており、春日歩に大阪というあだ名をつけたのも彼女である。峰不二子が理想の女性像だったが、3年次に広末涼子（アニメ版では浜崎あゆみ）に変更している。父親は彼女と同じ性格で、髪型まで彼女に合わせているらしい。暦とはクラスが小学校以来ずっと一緒だった。進路はICPOを志望しているが、なる方法はおろか実在するのかどうかも把握できていなかった。卒業後は大阪と同じ大学に進学した。
水原 暦（みずはら こよみ）
声 - 田中理恵 / 雪野五月
通称「よみ」。身長163cm。髪型は栗色がかったストレートのロングヘア。
勉強も運動も得意な優等生。眼鏡をかけ、黒のオーバーニーソックスを愛用している。周囲のツッコミ役で、中でも智の無鉄砲な行動は容赦なくたしなめているが、基本的に仲は良い。胸が大きくスタイルは良いが、体重を非常に気にしており、食べ物の誘惑に弱いながらも度々ダイエットを試みている。身体もかなり柔軟で、大阪から「たこちゅー」と呼ばれていた。かなりの激辛好きで、智には「味覚がおかしい」と評されている。一見すると目立った欠点が見つからないが、実は物凄い音痴である（だが歌う事は好き）。普段は至って冷静で常識的だが、極限状態に置かれると暴走する。セミが苦手で、苦手の度合いはセミについて語るだけで話の内容がどんどん暴走してしまうほど。国内の大学を受験したメイン5人の中では1、2を争う学力だが、受験では2校続けて落ちてしまい、合格した順は5人中で最後になった。アニメ版では受かった大学が本命であるという説明が付け加えられた。
初登場よりおよそ1年間は無名のキャラクターで通されていたため、『電撃大王』で行なわれた第1回人気投票の際には「メガネっ娘」名義だった。
彼女のキャラクター像は、作者の敬愛するゲーム『To Heart』の登場人物・保科智子（ほしな ともこ）へのオマージュである。無名だった段階における掲載誌上の質問コーナーで「保科智子」と表記したこともある。
作中での「シュークリーム分が不足してきた」というセリフは各所に知れ渡り、『現代用語の基礎知識』にも収録された。
本作品のキャラクターには驚きやあきれなどの感情表現で目が丸印だけの白目になるという特徴があるが、彼女の場合はメガネのレンズが白塗りになる事でそれが表される。
榊（さかき）
声 - 浅川悠
身長174cmの長身。髪型は腰まで届くロングヘア。
名前は不明。ほとんどの同級生からは「さん」付けで呼ばれるが、大阪や智には途中から「ちゃん」付けでも呼ばれるようになっている。
やや内気で感情表現が乏しいが、勉強と運動が得意でスタイルも抜群なため、男女問わず人気がある。内向的な性格ゆえに親しい友人がいなかったが、ちよ達との交流を経て孤独感は徐々に薄れていった。冷静な面持ちとは裏腹に、怖いものが苦手でかわいいもの好きであるなど、人一倍女の子らしい一面を持つ。しかし消極さが災いしてそうした一面があるとはなかなか認識されていなかった。猫が大好きだが、母親が猫アレルギーで猫を飼えず、猫に会えても嫌われるという報われない境遇。そんな性質から猫に関する怪我が絶えず、しかもどうして怪我をしたのかなどをあまり語らないため、意図せず周囲からはワイルドな印象を与えてしまっている。運動部が持つ体育会系の雰囲気は苦手であり、絵や手芸といった文化系も苦手（ただし歌唱力は高い）なため、周囲から有望視されながらもクラブには所属しなかった。話す際には聞き手に徹する傾向が強いため、大阪と話すと突飛な言動に翻弄されがち。進路は1年次から獣医を志望しており、さらに3年次は1人暮らしをして猫を飼うという新たな目標も加わり、卒業後は獣医学系の大学に進学した。
妄想癖があり、自己陶酔してしまったり逆に想像した内容がツボにはまって必死で笑いをこらえたりすることがある。また、ちよ父の設定などはほとんどが榊の空想の産物であった。
クレーンゲームで動物のぬいぐるみを取るのが好き。パンティーは女児用ショーツのような猫が大きくプリントされたものを愛用している。
身長設定は物語の進行とともに定期的に更新され、最終的には約180cmになったと作者は語っている。原作の連載予告に描かれていたのは榊だけで、1999年5月に作者が『To Heart』の製作者に献上した絵も榊（と『わらびー』の登場人物）だった。
神楽（かぐら）
声 - 桑島法子 / 斎賀みつき
身長156cm。髪型は毛先の尖った独特なショートヘアで、修学旅行では大阪からシーサーに例えられた。
名前は不明。水泳部所属のスポーツ万能少女。スタイルも良い。がさつでボーイッシュな言動が目立つものの、根はうぶで純粋な一面があり、智から体格の割に胸が大きいことをからかわれて赤面する事も。また体育祭の準備中にふざけてテントを倒してしまい涙ぐむなど繊細な一面も持ち合わせている。学力は芳しくなく「ボンクラーズ」の一員で、アニメ版ではリーダーとして祭り上げられた事もある。1年次の体育祭で榊と対決した事から榊に興味を抱くようになり、2年生で同じクラスになってからはよく勝負を挑んでいる。そして競争を重ねるうちに親しくなり、結果的に良き親友として付き合うようになった。進路は体育大学進学を志望し、国内の大学を受験したメイン5人の中では一番に合格した。
1年次は5組所属（ちよ達5人は3組）だが、体育祭で活躍を見せて以来ゆかりに目をつけられていたらしく、2年次以降は5人と同じ3組になった。
アニメ雑誌『月刊ニュータイプ』誌上のアニメヒロイン100選（2002年版）にて春日歩が7位、美浜ちよが11位、榊が21位、水原暦が78位にそれぞれ入選している。現在でも関連グッズの発売や二次創作が行われるなど個々のキャラクターの人気は高い。

### 生徒（サブキャラクター）
かおり
声 - 野川さくら
通称は「かおりん」。髪はショートヘアでおかっぱ頭。1、2年次は3組、3年次は4組。
素直で明るい性格。榊に憧れており、榊が側に来ると舞い上がり、暴走気味になる事もある。1年次から天文部に所属していたが、3年次に星座の事を聞かれて答えに詰まるなど、あまり打ち込んでいなかった様子。一方で榊を部に勧誘しようとした事があり、榊も実は乗り気だったが、榊の険しい表情を見てその気が無いと早合点してしまい勧誘を断念した。ちよ達が別荘に行く際には毎年誘われていたが、1、2年次は部活の合宿と日程がぶつかった事で行けなかった。3年次はちよ達とは違うクラスになってしまった上、新担任となった木村に振り回されるという散々な目に遭ってしまう。
アニメ版では榊への憧れがややエスカレートしており、それに従って出番も増えている。1年次にはかおりんの初夢エピソードも公開された。
原作1巻での描写から、姓が「相田」であるとする説が長期にわたって取りざたされたが、後に作者が公式に否定するコメントを出しており、正確には姓が不明である。
千尋（ちひろ）
声 - 大前茜
ボーイッシュなショートヘアの少女で、かおりんの親友。1、2年次は3組。アニメ版においては身長154cmである智より頭ひとつ程度低い描写で、かなりの低身長である。
これといった特徴がないのが特徴の少女。原作では彼女中心の話こそないものの、当初は様々な場面で姿を見せていたが、2年次以降はあまり登場しなくなった。アニメ版ではかおりんとコンビで登場する機会が増え、それに応じて大幅に登場回数が増えている。また、3年次には木村の奥さんと共にアイキャッチを飾っている。
アニメ版での体育祭のリレーでは他のクラスの生徒達にどんどん追い抜かされてしまうなど、運動はあまり得意でない。
原作1巻での描写から姓は「井上」であるとする説が流れていたが、後に作者が公式に否定しており、正確には姓が不明である。
大山 将明（おおやま まさあき）
声 - 吉野裕行
入学当初、ゆかりに委員長っぽい雰囲気という理由から1学期のクラス委員長に抜擢される。成績は優秀。左利き。2年次には全く登場しない。
アニメ版の最終回では卒業式の代表生徒として登場。下の名前が出るシーンはここに限られ、他はアニメ版のクレジットも含めすべて「大山」である。

### 教師
谷崎 ゆかり（たにざき ゆかり）
声 - 平松晶子
ちよ達のクラス（1年3組→2年3組→3年3組）の担任。
担当科目は英語。身長158cm。誕生日は原作では夏休み中、アニメで春休み中。独身で彼氏なし。親と同居している。
大阪と智曰く、「黙っていればいい線いっている美人」。マイペースかつズボラな性格で、自己中心的な素行と言動で周囲の生徒や他の教師を振り回すトラブルメーカー。みなもとは高校以来の親友。酒好きだがあまり強くなく、給料日などに飲み過ぎては潰れている。
ちよ達が通う高校の卒業生でもあり、彼女達が通っていた頃は女子高だったとのこと。精神年齢はかなり幼く、大人げないため、ちよにかわいがる要領でよく意地悪をしている。性格柄か智と気が合い、彼女には「ゆかりちゃん」と呼ばれる。
車の運転が非常に荒く、信号確認などの初歩的な交通ルールすら守れていない。その為同乗したちよにトラウマを負わせた。そのことから彼女が運転するボコボコの車は「ゆかり車（ぐるま）」と呼ばれ皆から恐れられている。しかし本人には運転が荒いという自覚は全くない。当初は通勤には自転車を利用していたが、みなもがマイカーを購入してからはそれに便乗している。
黒沢 みなも（くろさわ みなも）
声 - 久川綾 / 平松晶子
通称「にゃも（先生）」（「みなも」が訛ったもの）。生徒からは「黒沢先生」と呼ばれることが多い。なおアニメ版では右手で箸を使うシーンや、左手で筆記するシーンなどが混在している。
保健体育担当で、水泳部顧問。1年5組→2年2組→3年2組の担任。身長161cm。誕生日は原作が9月、アニメ版が4月。独身で彼氏なし、一人暮らしをしている。「テンピュール」の低反発枕を愛用している。
ゆかりとは対照的な常識派。勤務態度もまじめで面倒見が良く、生徒からは非常に好かれている。ゆかりとは高校以来の腐れ縁で、休日でも一緒に行動する仲だが、その分彼女に振り回される日々を送っている。マイカーを購入してからは、毎朝ゆかりを車で迎えに行っている。冷静だが彼女にバカ扱いされるとムキになる。数学が苦手だが、高校生の頃はそうでもなかったらしい。過去の恋愛に関する弱みをゆかりに多く握られており、その点でよくゆかりにいじられている。
ゆかりの酒癖の悪さに辟易しているが、彼女も酒癖が悪く、酔っている間に自分が話した内容（女子高校生にとってはかなり過激な猥談）を覚えておらず、酔いが覚めた後で自分へのちよ達の反応に戸惑った事も。
木村（きむら）
声 - 石井康嗣
国語（古文）担当。細身で根暗な印象の風貌。丸眼鏡をかけ、よく口を開けっ放しにしている。目は眼鏡に隠れており、一切描写されなかった。英語教師ではないが、突然英文を叫ぶこともある。アニメ版では体育祭実行委員長である事が明かされた。メインキャラクターが3年へ進級した年は、3年4組の担任を務めた。
智に教師になった理由を聞かれて「女子高生とか好きだから」と即答し、突然（女子の）着替えが見たくてしょうがないと言い出すなど、女生徒に対する変質者めいた言動が目立ち、水泳の授業があると無理に時間を作ってでもみなもの担当する授業に顔を出す始末。アニメ版では実際にプールへ入ってしまうが、この際に眼鏡を外すことはなかった。
かおりんが一番のお気に入りで、1年次の運動会でのフォークダンスでは一緒に踊った際には嬉しそうにしていたり、互いにあだ名で呼び合う関係になろうとしたり、修学旅行ではかおりんの買ったTシャツと同じものを買ったりしている。スタイルによる好みもあるらしく、神楽にも興味を示す反面、（胸が大きいとは言えない）智や大阪には興味を示さない。男子生徒には無条件でとことん冷淡。その一方で、募金箱を見かけたら迷わず万札で募金をしたり、道端の空き缶を拾ったりと学校での言動からは想像できない善良な一面を見せている。神出鬼没で、至る所で突如姿を見せる。美人で少し天然ボケの妻とかわいい娘がおり、家庭では良き夫、良き父親であるらしい。
セルフパロディ『あずまんが大玉』（あずまんがおおだま、1999年）にて本編に先立って登場している。当時は名前がなく、服装も短パンにランニングシャツであるため謎の人物だった。主要キャラクター数人とかおりんに接触しているが、いずれも面識は無い。
後藤（ごとう）
ゆかりとみなものかつての恩師で、現在は職場の同僚。担当教科は不明。アニメ版にも登場するが、1シーンのみで台詞はない。

### 生き物・動物
ちよ父
声 - 若本規夫
榊が1年次に見た初夢の中で、ちよからネコとしてプレゼントされたオレンジ色の生き物。ネコと思い散歩をしていたが、突然「実はネコではなくちよの父」である事と「榊は本当のネコを探すべきだが、今の榊には無理」という事を告げると、空の彼方へ飛んでいった。
その後も榊の空想や大阪の夢の中に、たびたび登場しては異様な存在感を醸し出していく。娘のちよには優しいが、榊や大阪には少し手厳しい。大阪は生き物の顔が森喜朗元首相に似ていると考えている。体色はオレンジ色だが、たまに喜怒哀楽の表現としてグラデーションが変化する。作中における現実世界にも瓜二つのキャラクターグッズが存在している。ちよの部屋には大阪からプレゼントされたぬいぐるみがあり、「Tribute to あずまんが大王 Live」ジャケットにはリュックも登場している。
榊の空想の中ではマッハ100で飛び、銃弾をも弾く体で誘拐された娘のちよを助けに向かう。また、クリスマスにはサンタクロースとしてプレゼントを配っているのだが、プレゼント代は国から出してもらっているらしい。
前述の通り作中の現実世界にもたびたび登場するが、声を発するのは空想の中のみ。「補習編」でも、榊の夢の中に登場した。
『よつばと!』でも綾瀬風香が着るTシャツの絵柄やぬいぐるみとして出演したり、作者自身の肖像画として使われたりしている。
忠吉さん（ただきちさん）
美浜家の白い大型犬で、種類はグレート・ピレニーズ。ちよ曰く「人間ができている」ためおとなしく、他人に噛み付かないので、榊から非常に気に入られている。終盤でちよのアメリカ留学に同行する予定である事が明かされた。大きいため、ちよを背中に乗せて散歩する事もでき、アニメのOPでは榊もちよと一緒に乗せている。アニメ版ではちよが5歳の時に美浜家にやって来たという設定が追加された。
かみねこ
榊の登下校路に出没する灰色の野良猫で、榊が撫でようとするたびその手に噛み付く。徹底的に榊にはなつかない。
原因は榊が強引に撫でようとするところにあるようだが、アニメでは暦や智にも噛み付こうとしたことがある。
3年次にはボス猫の交代によって新たなボス猫となり、徒党を組んで榊に噛み付こうとしたが、マヤーに阻止される。
マヤー
特別天然記念物のイリオモテヤマネコの子供。榊に懐いたという点も考慮すると二重に珍しい動物。ちよ父曰く、マヤーが「本当のネコ」らしい。
修学旅行中の榊と遭遇し、まるでペットと飼い主の如く楽しいひと時を過ごしたが、特別天然記念物という立場と、榊の家庭の事情から元の居場所に帰した。しかし修学旅行の翌日に母猫が交通事故で死亡してしまい、4か月後に榊を頼って本土へやって来る（榊の元まで辿りつけた経緯は不明）。榊が進学して一人暮らしを始めるまでの間、ちよの家で預かることに。事情を知るちよ達以外には雑種の猫として通している。
名前は「山猫」を意味する沖縄の方言「ヤママヤー」に因んで榊が命名。大阪からは「ピカニャー」と呼ばれる。

### その他の登場キャラクター
木村の奥さん
声 - 大原さやか
木村の妻。髪型はソバージュがかった長髪。美人で優しいが、少し天然ボケ。独特の価値観と思考を持つ。
木村の奇行ぶりを受け入れ、あまつさえ彼の魅力まで感じ取れる度量を持っており、夫婦仲は非常に円満な様子。
娘が一人いるが、アニメ・原作共に家族写真で一瞬登場したのみであるため、容姿を除き一切が不明である。
石原（いしはら）
声 - 北川米彦
忠吉さんのかかりつけ獣医。力尽き倒れてしまったマヤーを治療した。
マヤーの正体に薄々感づいてはいるが、榊らの主張により雑種ということで納得し、通報などはしていない。
以降、マヤーの診察はここで行われている。
みちる
声 - 大前茜
ちよの小学校の頃の同級生。髪型は短い黒髪。通称みるちー。原作だとちよより身長がやや高くなっていたが、アニメ版ではそれほど差がない。
ゆか
声 - 野川さくら
ちよの小学校の頃の同級生。髪型は波掛かった茶髪。みちる同様、原作だとちよより身長がやや高くなっていたが、アニメ版ではそれほど差がない。
栄子（えいこ）
声 - 小山裕香
アニメ版オリジナルキャラクター。ゆかりやみなもの学生時代の同級生で、現在はキャリアウーマンとなっている。
みなもを自社のインストラクターに推薦し引き抜く話を持ちかけたが、みなもは教員生活に充実しているという理由でこれを辞退した。
この他のキャラクターとしては永田亮子が女子生徒などの脇役をこなしており、『ビジュアルファンブック』での出演者取材は「かおりんの母」役として受けている。

## 用語
ねここねこ
作中の人気キャラクター。猫2匹が上下に重なったもので下を大ねこ、上をこねこと呼ぶ。ぬいぐるみや服など多方面にグッズ展開している。寝顔バージョンの「ねねここねねこ」や、イリオモテヤマネコバージョンも存在する。
『よつばと!』にも登場した。
ボンクラーズ
勉強が苦手な智、大阪、神楽の3人の通称。原作では神楽が智、大阪のことを「ボンクラーズ」と呼び、いつの間にか神楽も一員となるが、アニメ版では暦が智、大阪、神楽の事をまとめて「ボンクラーズ」と呼ぶ。3人のテストの成績は、大阪>智≒神楽。
お父さん帽子（おとうさんぼうし）
ちよたちが高校2年の文化祭のコスチュームとして「ちよ父」の頭部（目元から上の部分）をモチーフに作製した帽子。命名者は榊で、アニメ版ではデザイン案も榊が出したものとなっている。
当日までに数を揃えることができなかったため、不足分はねここねこを直接頭に載せることで代用するという手法を取った。作中でねここねこを乗せて描写された生徒は榊だけだが、アニメ版ではかおりんもねここねこを乗せている。
勝手に作成された上、頭を輪切りにしたようなデザインである事がちよ父としては不服だったらしく、夢で榊と再会した際に注意した（本人曰く、怒っているわけではないらしい）。
マジカルランド
新しくオープンしたテーマパークで、日本一のジェットコースターが売り。『よつばと!』でも言及がある。マスコットキャラクターは魔法使いか妖精の姿をした白猫。
2年次の月にみんなで行く予定だったが、暦は当日に熱を出して不参加となった。まだ親交が浅かった神楽は呼ばれていないが、アニメ版では時期を2年次の冬に変更された事で、神楽も参加している。
最終話では暦の大学合格を確認したその足で、彼女と神楽も含めた6人でここに来ている。合格発表後に直接遊びに行く事になったのは、合格発表の日しか皆の予定が合わなかったため。

## Webアニメ
『あずまんがWeb大王』は、2000年12月28日よりキャラクター・アンド・アニメ・ドット・コム（キャラアニ.com）でストリーミング有料配信された実質日本初のWeb専用アニメーション。内容は、タイムカプセル用にビデオで映した映像というカメラ視点での映像となっている。
開始当初から予定よりはるかに多いアクセスが殺到した事により、たびたびサーバーダウンが続きまた配信画質の低下も招き、2001年1月19日には一旦配信が休止され、その後2001年3月にダウンロード販売に切り替え期間限定配信された。
スタッフ
- 企画・制作 - キャラクター・アンド・アニメ・ドット・コム
- アニメーション製作 - 亜細亜堂
- 監督・キャラクターデザイン・作画監督 - 浅野文彰
- 演出 - 楠部工
- 音楽 - 篠田元一
- キャスティング協力・音響制作協力 - C.P.U. GO
- プロデューサー - 木場正博
- 製作プロデューサー - 藤原邦彦

## 劇場版
『短編 あずまんが大王 THE ANIMATION』は、2001年12月22日に東映洋画系で上映時間5分の短編映画として公開。『冬の角川アニメ』と題し、『サクラ大戦 活動写真』『スレイヤーズぷれみあむ』『Di Gi Charat 星の旅』3作と同時上映された。
スタッフは後のテレビ版とほぼ同じだが、キャラクターデザインは加藤裕美が担当している。キャストは、後のテレビアニメ版と同一。DVDは7曲入りサウンドトラックCDのおまけつきで、『電撃大王』2002年6月号による誌上通販で販売された。
スタッフ
- 企画 - 角川歴彦、佐藤辰男
- 製作 - 梅沢淳、安田猛
- プロデューサー - 大沢信博、板倉友二
- 原作 - あずまきよひこ
- キャラクターデザイン・作画監督 - 加藤裕美
- プロデュース - GENCO、真木太郎
- アニメーション制作 - J.C.STAFF
- 監督 - 錦織博
- 製作 - メディアワークス、角川書店

主題歌
エンディングテーマ「サラバイ!」
作詞 - 谷口正明 / 作曲・編曲 - 七瀬光 / 歌 - 金田朋子

### エージェントリリース
- ADVフィルム（北アメリカ・ブリテン諸島・ドイツ）

## テレビアニメ
2002年4月から9月までテレビ東京・テレビ愛知・テレビ大阪・TVQ九州放送・テレビ北海道・びわ湖放送・AT-Xで放送された。原作のタイトルロゴの「AZUMANGA-DAIOH」になっている部分が、アニメ版では「THE ANIMATION」となっている。
当初、AT-Xでは1話中のエピソードを分割して月曜から金曜の帯番組として放送したが後に地上波展開と合わせてフルで放送された。基本的に「テレビ東京放送版」を放送しており、番組中や番組最後にプレゼントの告知テロップがそのまま流れることもあった（その後、締め切り後である旨を告知）。
栗コーダーポップスオーケストラのサウンドトラックはその親しみやすいメロディーから高い人気を誇り、現在でも様々な番組のBGMに使用されている。
2004年10月1日から2009年9月30日までバンダイチャンネルによるインターネット配信がされた。2007年1月18日からは、バンダイチャンネルキッズにて一部無料配信も行なわれている。
なおインターネット上で、作者のあずまきよひこがアニメのスタッフと揉めて、『よつばと!』がアニメ化されないのはこの影響である、と噂されたが、まったくのデマであることが作者のブログで述べられている。当時アニメの素人だったので、船頭が二人いてもいいことはないと判断して少し引いた立場であったのが、誤解を受けたのではないか、と作者はブログで述べている。

### DVD収録・販売形態
初回限定生産として、学年ごとに分けた2枚組DVD-BOX全3巻で発売された。OPとノンクレジットEDを各ディスクの最初と最後に1度ずつ、本編を各話連続で収録という形態になっている。予告は各話間に収録されているが、放送時の各話クレジット入りエンディングはメニュー画面からの選択でのみ再生でき、各話アイキャッチは本編ではカットされ特典映像として最終巻にまとめて収録されている。また、各話のはじめにタイトル画面が加えられている。2009年6月24日発売のDVD-BOXはこちらをまとめた廉価版。
VHS版は「テレビ東京放送版」に準じた収録形態で発売され、その後再発された単品DVD・レンタル版DVDも同様の仕様で発売された。

### スタッフ
- 原作 - あずまきよひこ（メディアワークス刊『月刊電撃大王』）
- 企画 - 佐藤辰男、真木太郎、大月俊倫
- 監督 - 錦織博
- シリーズ構成 - 大河内一楼
- キャラクターデザイン - 加藤やすひさ
- 総作画監督 - 和田崇
- 美術監督 - 柴田千佳子
- 色彩設定 - 店橋真弓
- 撮影監督 - 高瀬勝
- 編集 - 西山茂
- ビデオ編集 - 山本洋平（深大寺蕎麦）
- 音響監督 - 鶴岡陽太
- 音楽 - 栗原正己
- 演奏 - 栗コーダーポップスオーケストラ
- 音楽プロデューサー - 伊藤善之
- オープニングテーマアニメーション
  - 絵コンテ・演出 - 大畑清隆 / 作画監督 - 加藤やすひさ
  - 原画 - 織岐一寛、加藤裕美、斎藤久、坂本修司、志田ただし、実原登、橋本英樹、新田靖成
- エンディングテーマアニメーション
  - 絵コンテ・演出 - 錦織博 / 作画監督 - 加藤やすひさ
  - 原画 - 阿部邦博、長谷川眞也、福岡英典、福田道生、山川吉樹
- プロデュース - GENCO
- エクゼクティププロデューサー - 梅澤淳
- アソシエイトプロデューサー - 鈴木則道、森山敦、中村直樹、畑中利雄、神部宗之
- プロデューサー - 池田慎一、大澤信博、松倉友二
- 協力 - IMAGICAデジックス、animo、よつばスタジオ、里見英樹、佐々木衆五郎
- 音楽協力 - テレビ東京ミュージック
- 制作協力 - スタジオ・ファンタジア（#6・13・19）、コズミックレイ（#8・15・25）、Production I.G（#11・17）
- アニメーション制作 - J.C.STAFF
- 製作 - テレビ東京、あずまんが大王製作委員会

### エージェントリリース
- ADVフィルム（北アメリカ・ブリテン諸島・ドイツ）→センタイ・フィルムワークス（英語版）[13]（北アメリカ）
- Xystus（南アメリカ）
- マッドマン・エンターテインメント（オーストララシア）
- Kazé（フランス・オランダ）
- オデックス（英語版）[14][15][16] （東南アジア）
- マイティメディア（台湾）
- TVM Corp.（ベトナム）

### 主題歌
オープニングテーマ「空耳ケーキ」
作詞 - 畑亜貴 / 作曲・編曲 - 伊藤真澄 / 歌 - Oranges & Lemons
エンディングテーマ「Raspberry heaven」
作詞 - 畑亜貴 / 作曲・編曲 - 上野洋子 / 歌 - Oranges & Lemons

### 各話リスト
| 話数 | サブタイトル（DVD-BOX版）                                                               | 脚本                | 絵コンテ                        | 演出       | 作画監督                   | 放送日 （テレビ東京） |
| ---- | --------------------------------------------------------------------------------------- | ------------------- | ------------------------------- | ---------- | -------------------------- | --------------------- |
| 1    | こども高校生 / 天才です / こわいかな? / 爆走ともちゃん! / 大阪人や （入学式）           | 大河内一楼          | 錦織博                          | 錦織博     | 和田崇                     | 2002年 4月8日         |
| 2    | 今日も大阪 / 体育・バレーボール / しゃっくり / 脳が / おにゅー （大阪の一日）           | 大河内一楼          | 錦織博                          | 三芳唯稀   | 橘秀樹                     | 4月15日               |
| 3    | にゃも / 派閥坑争 / ゆかりがきた / 悪くないもん / どこまでも （ゆかりとにゃも）         | 大河内一楼          | 長尾粛 錦織博                   | 長尾粛     | 松田ひろし                 | 4月22日               |
| 4    | 楽しい職業 / プールプールプール / りぼん / ふたりっきり / いいひと? （プール!）         | 大河内一楼          | 舛成孝二                        | 舛成孝二   | 石浜真史                   | 4月29日               |
| 5    | なつやすみ / ようこそちよの部屋へ / ご招待 / 経験者語って / もうだめ （夏休み）         | 大久保智康          | 大畑清隆                        | 大畑清隆   | 小栗寛子                   | 5月6日                |
| 6    | 勝利の方程式 / 三組の榊 五組の神楽 / ぶっちぎり / わーい / 踊る大団円 （体育祭）        | 大久保智康          | 末広東                          | 末広東     | 桜井正明 村上やすひと      | 5月13日               |
| 7    | おとぎの組 / 人格者 / のりのりゴー! / マスコット / 敵? （文化祭）                       | 吉永亜矢            | 錦織博                          | 三芳唯稀   | 宮地聡子                   | 5月20日               |
| 8    | 大阪の初夢 / ともちゃんの場合 / 榊の場合 / ようこそ / かおりんの場合 （初夢スペシャル） | 大河内一楼          | 高橋亨                          | 長尾粛     | 古田誠                     | 5月27日               |
| 9    | 触れないなら / 11才 / ねこさん… / 設定 / なんで? （ちよちゃんの誕生日）                 | 大久保智康          | 水無月弥生 高橋亨 橘秀樹 錦織博 | 水無月弥生 | 橘秀樹                     | 6月3日                |
| 10   | ドラフト指名 / クラス替え / おおかみ / 先輩風ぴゅーぴゅー / マルコ… （2年生）           | 吉永亜矢            | 大畑清隆                        | 大畑清隆   | 小栗寛子                   | 6月10日               |
| 11   | 国際都市 / 対決 / たたかなくても / ねこまみれ / 逃げないで （榊と神楽）                 | 大久保智康          | 福多潤                          | 高橋順     | 植田実                     | 6月17日               |
| 12   | ちよちゃんの一日 / 高校のともだち / お昼 / ごご / なわとび （ちよちゃんの1日）          | 大河内一楼          | 山川吉樹                        | 渡辺健一郎 | 橋本英樹 岸本誠司          | 6月24日               |
| 13   | ノーガード戦法 / S / 中間テスト / 結成 / 能力 （中間テスト）                            | 大久保智康          | 潮乱太 佐々木和宏               | 高山功     | 桜井正明                   | 7月1日                |
| 14   | おかいもの / 集合 / うみー! / 捕獲作戦 / 大人の世界 （夏休み2）                         | 玉井☆豪             | 別所誠人                        | 伊達巻子   | 加藤やすひさ               | 7月8日                |
| 15   | 木村家の人々 / みたみた? / 未確認奥さん / ガチガチ / 結果発表 （体育祭2）               | 大河内一楼          | 高田耕一                        | 高田耕一   | 古田誠 鈴木仁史            | 7月15日               |
| 16   | くみあわせ / 降臨 / かわいい / 注文 / 宣伝効果 （文化祭2）                              | 大久保智康          | 桜井弘明                        | 三芳唯稀   | 橘秀樹                     | 7月22日               |
| 17   | 大阪の怪談 / 気分転換 / 師走 / すごいサンタ / クリスマス会 （クリスマス）               | 玉井☆豪             | 錦織博                          | 高橋順     | 植田実                     | 7月29日               |
| 18   | うきよみ / 裏切り / ワクワクワクワク / 仲間はずれ / ゴー （初雪）                       | 大久保智康          | 山川吉樹                        | 渡辺健一郎 | 小栗寛子                   | 8月5日                |
| 19   | あくび名人 / なんだか青春 / 大人の花見 / 子供の花見 / 桜 （あくび）                     | 五月はじめ          | 渡辺カケル                      | 水無月弥生 | 桜井正明                   | 8月12日               |
| 20   | 別離 / ゆかりの誕生日 / はばたけちよ / こども大統領 / 強く生きて下さい （3年生）        | 大河内一楼          | 別所誠人                        | 戸張節五郎 | 古田誠 アベエミコ 鈴木仁史 | 8月19日               |
| 21   | 期待 / いてもたっても / 海の藻屑 / 夢の島 / 山にすむネコ （修学旅行）                   | 大久保智康          | 佐藤竜雄                        | 高田耕一   | 橘秀樹                     | 8月26日               |
| 22   | ナイスですよ / だまされた / 黒沢先生 / 未遂 / まだ終わってない （夏休み3）              | 玉井☆豪             | 大畑清隆                        | 大畑清隆   | 晶貴孝二                   | 9月2日                |
| 23   | かんだ / もりあげ役 / 考えてなかった / みんなで走ります / 一丸 （体育祭3）              | 大久保智康          | 高橋亨 錦織博                   | 高橋亨     | 佐野英敏                   | 9月9日                |
| 24   | 進路 / 対決 / はやく行こう / 人望 / マヤーと一緒 （ヤママヤー）                         | 大河内一楼 吉永亜矢 | 桜井弘明                        | 渡辺健一郎 | 橋本英樹 井嶋けい子        | 9月16日               |
| 25   | 進路相談 / 合格祈願 / ファイト / 勉強会 / ともと大阪 運命の日 （受験!）                 | 玉井☆豪             | 別所誠人                        | 飯野直     | 古田誠                     | 9月23日               |
| 26   | 初めての卒業 / 万感 / 悲しみ / 母校 / みんな （卒業式）                                 | 大河内一楼          | 錦織博 大畑清隆                 | 高橋亨     | 橘秀樹                     | 9月30日               |

### 放送局
| 放送地域   | 放送局       | 放送期間                | 放送日時                     | 放送系列       |
| ---------- | ------------ | ----------------------- | ---------------------------- | -------------- |
| 関東広域圏 | テレビ東京   | 2002年4月9日 - 10月1日  | 火曜 1:25 - 1:55（月曜深夜） | テレビ東京系列 |
| 愛知県     | テレビ愛知   | 2002年4月9日 - 10月1日  | 火曜 1:25 - 1:55（月曜深夜） | テレビ東京系列 |
| 大阪府     | テレビ大阪   | 2002年4月9日 - 10月1日  | 火曜 2:10 - 2:40（月曜深夜） | テレビ東京系列 |
| 福岡県     | TVQ九州放送  | 2002年4月10日 - 10月2日 | 水曜 2:45 - 3:15（火曜深夜） | テレビ東京系列 |
| 北海道     | テレビ北海道 | 2002年4月11日 - 10月3日 | 木曜 1:25 - 1:55（水曜深夜） | テレビ東京系列 |
| 滋賀県     | びわ湖放送   | 2002年4月19日 -         | 金曜 8:00 - 8:30             | 独立UHF局      |

| テレビ東京 火曜 1:25 - 1:55（月曜深夜）枠 | テレビ東京 火曜 1:25 - 1:55（月曜深夜）枠 | テレビ東京 火曜 1:25 - 1:55（月曜深夜）枠 |
| 前番組                                    | 番組名                                    | 次番組                                    |
| ----------------------------------------- | ----------------------------------------- | ----------------------------------------- |
| オレ達のWell歌夢 ※0:55 - 1:25枠へ移動     | あずまんが大王 （本作のみアニメ枠）       | BEATOPIA                                  |

### 原作との主な違い
アニメ版は話順変更があるが、時系列自体は原作通りの一方通行になっているため、主に神楽の出番が追加されたり省略されたり（別の人物に変わったり）した。また第19話のみ完全にアニメ版オリジナルストーリーとなっている。

### 特記事項
- 本作のオープニングでは、クレジットの一部がテロップでなくアニメーションに直接組み込まれている。そのため、アニメーションに合わせてクレジットが移動したり、錦織博監督のクレジットがちよ父に吹き飛ばされるなど、様々な演出が施されている。
- 第1話の背景はスタジオジブリが手掛けている。
- 第2話の次回予告は、テレビ放送版とDVD版では内容が異なり、テレビ放送版はDVD版に比べて短くなっている。これはテレビ放送時には、後半に原作のプレゼント告知があったためである。
- 美浜ちよ役の金田朋子は、第22話の原画も担当している。
- 第5話のDVD-BOXのプレゼント告知では本作のファンである演歌歌手の香田晋が登場している。
- 第26話は卒業式で「仰げば尊し」をキャストが歌うシーンがあるが、男性声優は木村役の石井康嗣のみだったため、錦織監督を始めとした一部の男性スタッフも合唱に参加している。また、この場面が最後に行われたアフレコであり、劇中でちよが泣きながら歌うという設定だったが、ちよ役の金田は本当に号泣してしまった（しかしNGにはならずそのまま使用された）。

## 日本国外における展開
本作は英語を始め諸言語に翻訳・出版されているが、本作は日本特有の文化を題材にした話が多いため、国によっては内容の改変などが加えられている。

### 台湾
台湾では「笑園漫畫大王（笑園漫画大王）」というタイトルで漫画版・アニメ版が翻訳公開されている。なお、「笑園」は中国語で同音の「校園」（キャンパス・校庭の意）とかけたものである。
漫画版
台湾では東立出版社が正式に著作権契約を結んで翻訳出版している。日本特有の文化を背景としたネタについてもほぼ原本に忠実な翻訳がなされている。ただし登場人物の榊という名字については「榊」という字が日本の国字（和製漢字）であるため、「神」という字に変更されている。
アニメ版
吹き替え版と字幕版が存在する。2003年1月から放送された中国電視版では歩のニックネーム「大阪」が「北平」（北京の別名）となり、中国大陸出身で北方訛りの中国語を話すキャラクターに改変されていたが、放送直後に苦情が殺到し、元の「大阪」に戻された。

### 韓国
韓国では「아즈망가대왕」というタイトルで漫画版・アニメ版が翻訳公開されている。「아즈망가」が「あずまんが」の音訳、「대왕」が「大王」の韓国語読みで韓国語としては意味をなさない。
漫画版
漫画版は、舞台は日本で原作にほぼ忠実であるが、ただし翻訳上の問題で、若干の書き換えがある。
アニメ版
大きな修正がなされている。アニメ版では登場人物は全て韓国人という設定になっており、舞台も韓国に改変されている。神社の鳥居や浴衣などが出てくるシーンはカットされたりするなど、日本色の排除が行われている。但し、修学旅行の舞台は沖縄のままである。また歩は釜山出身で釜山地方の方言を話すキャラクターに改変されている。

### 米国
漫画版
2003年9月に "ADV Manga" から発売されている。歩のセリフはブルックリン訛りになっている。また担任の谷崎ゆかりは英語教師からフランス語教師に設定が変更されている。
アニメ版
全26話が6巻のDVDとして、"Azumanga Daioh" のタイトルでADVフィルムから発売されている。DVDでは吹き替え、オリジナル音声、字幕の有無が選択できる。パッケージには日本の学校文化を解説するためのブックレットが封入されている。米国でのDVDの販売価格は$18前後から$25前後。また、大1話だけ切り出した3インチDVDが "Ani-Mini" として2種類発売されている。さらに2005年9月には全26話を収録したCLASS ALBUM（5枚組BOXセット）が発売された。これにはブックレットが付属していない。歩のセリフはテキサス訛りになっているが前半のエピソードでは判然としない。また、神楽が英会話ができず困るシーン（第11話）は、相手の国籍が分からないためにスペイン語・ドイツ語・イタリア語など欧州の言語を手当たり次第しゃべるように、ちよ父が片言の英語を話すシーン（第25話）はスペイン語を話すように差し替えられている。

### フランス
漫画版
2005年から2006年にかけてKUROKAWAからフランス語版全4巻が発売された。日本語版にほぼ忠実であるが、4巻掲載のなぞなぞ（pp.122-124）はフランス語版独自のものに変わっている。
なお、フランス語の特徴として大抵は発音からスペルを容易に推測できるもののごくまれに類推が到底不可能な単語があることや、"H"は必ず無音になることが挙げられる。これを利用し、智が言い間違いや書き間違いをするネタが稀に登場する。

## 日本国外における反響
英語圏の評者たちも「あずまんが大王」へは好意的なコメントを寄せている。
「マンガ・コンプリートガイド」のジェイソン・トンプソンは、「チャーミングなコメディ」であり「4コマ形式がきわめて巧み」だとし、その笑いのテンポやリズム、ギャグの天丼を称賛している。彼は「キャラ先行の描き方」がこのマンガで最も優れた点だと考えているが、一方でその「萌え」性や「ともすればロリコン教師」ともとれるキャラクターに関するギャグが、新しいマンガの読者達を敬遠させてしまうのではないかと危惧している。彼はのちに、「あずまんが大王」は「萌え」の「ほぼ純粋な」かたちであり、「かわいい子がかわいいことをする」という「少女たちの清らかな世界を覗き見する」作品群の頂点にたつものだと語っている。
フランスのマンガ辞典である「Dicomanga」には、「おたくをターゲットにした萌え作品」とあるものの、そこに「笑いだけでなく少女たちの友情」もあると女性の読者に訴えてもいる。
マーク・ヘアストンは「あずまんが大王」を、「しょっちゅう話がずれたり」「文化的なバイアスがかかって」いて「ちょっとまとまりに欠ける」としているものの、「マリア様がみてる」よりもひどくないし、皮肉が効いていると述べている。また「あずまんが大王」のキャラクターたちは「いっぷう変わった性格をした人々」だとしている。
マーク・トーマスはMania.comに向けて書いた文章のなかで、登場人物の一人一人が「はっきりとした個性を持っていて、それがアブノーマルなところまでいって」おり、さらにみなが「引き立てあい、その個性をくっきりさせ、登場人物としてのリアリティを失いすぎたり、不愉快にしたりさせない」と述べている。またトーマスは4コマ形式それ自体がこのマンガに「複雑なストーリー展開」をもたせていないのではなく、ストーリーは「習慣的な日常生活から無作為に選び取った瞬間を速写」したものとして提示されており決っして「キャラクター先行の物語」ではないとしている。
パトリック・キングはAnime Fringeへの文章で、「これまで読んだなかで最もおもしろくて、すてきなマンガの一つ」だとしている。IGNは物語の背景の欠如を指摘しているが、登場人物たちの豊かな表情がそれを補っているとする。
「Animation World Magazine」のフレッド・パットンは、アニメ版の「あずまんが大王」を「とにかくウィットに富んでいるし、日本の高校生活が本当はどんなものなのかを知るための窓としては教育的でさえある」と述べている。
「Anime on  DVD」のクリス・バーヴェリッジは、「とっても笑えるし、お気に入りのキャラクターを見つけようとしたとたん、そのキャラの存在がどんどん大きくなる」という。
Anime Metaでのアンドリュー・シェルトンの説明によれば、「少女たちのキャラクターが、非常にうまくでている。観察力もすぐれていて、表情をよくとらえている。それが、ストーリーを追うためだけにアニメを見るどころか、びっくりするぐらい楽しいものにさえしている。動きやとってもおかしなコメディもすばらしくよく描かれている。ごく細かい表情にさえなにか意味があり、しかもチャーミング」である。
THEM AnimeとAnime News Networkのレビューによれば、「もう高校を卒業してしまったファンがアニメを見ていると、当時を思い出してノスタルジックな雰囲気にひたれる」。

## 売上記録
- 原作漫画 - 全4巻で累計325万部を発行[29]。日本で一番売れている4コマ漫画である[30][注 25]としている。
- アニメDVD - 各巻4万本以上を売り上げた[31]。3巻時点で各5万セット以上を出荷[32]。
- アニメCD売上
  - オープニング/エンディング盤『空耳ケーキ/Raspberry heaven』 - 6万枚[32]。
  - サウンドトラック盤 - 3万枚[32]。
  - キャラクターCDシングル（全8種） - 計8万枚[32]。中でも『Vol.3 春日歩（大阪）』は1万5000枚[32]。
- ゲーム『あずまんがドンジャラ大王』 - 5万本[32]。
- ガチャポンフィギュア - 約110万個出荷[32]。
- アニメ化後の経済効果（関連商品の売上）は30億円超[32]。

## その他の展開
- 1999年に『電撃大玉』内の作品として『あずまんが大玉』を執筆した。また、同年には4枚のテレホンカードをコマとして用いた4コマ漫画も手掛けた。
- 単行本2巻の発売（2000年）にあたり、登場人物のイラストが描かれたラッピングバスが小田急バス狛江営業所と京王電鉄バス府中営業所で運行された。また、テレビアニメ化の際（2002年）にも小田急バス狛江営業所と京王バス永福町営業所でラッピングバスが運行された。
- 2001年には作品の登場人物（春日歩、滝野智、神楽）が埼玉県のO157防止キャンペーンのイメージキャラクターに選ばれ、製作されたポスターは県内の役所や学校に掲示された。なお、このポスターとまったく同じデザインで県のロゴマークだけが異なる島根県版もある[33]。

## 他作品との関連
- 本作と相当期間並行して連載されていた同作者の漫画『わらびー』（後に『Wallaby』に改題）の主人公・小坂こころとわらびーが文化祭の客として出演している。本作の舞台となっている高校に友人が通っているので覗きに来たのだという事情が『わらびー』本編で描かれていた。アニメ版では別人に置き換わっている。
- 一部のキャラクターが『魔法遊戯』と外見がよく似ているが、それは両作品の人物造形を同時期に行なったためと2001年の「漫画魂」インタビュー記事で説明されている。どの登場人物かは明示されていない。
- 『よつばと!』には「ちよ父のぬいぐるみ」「ねここねこ」「マジカルランド」が登場している。マジカルランドは『あずまんが大王』同様、名前のみの登場である。
- 単行本に挟んである「ひめくりよつばと!」の広告で、作者の次回作『よつばと!』の小岩井よつばが忠吉に乗り、それをちよが追いかけるという形で競演した。
- 2009年の10周年企画にあたり、『よつばと!』は暫しの休載に移ったが、休載報告である60.5話「よつばと休載」にて、智が小岩井よつばに休むよう命じる形で競演した。
- 本作を元にしたネタが多く取り入れられており、単行本の装丁をよつばスタジオが担当している『ぱにぽに』の7巻初回特典『桃月スタイル』には最後のページにねここねこが登場している。
- 『美少女発情―秘密の快感実習』は本作のパロディとして書かれている[34]。
- 戸田山和久の実用書『論文の教室』に、哲学者となった榊と人類学者となった神楽が書いた架空の論文のごく一部が引用されている他、智を除く主要人物の架空の著作が参考文献の示しかたの例に使われている。
- 道満晴明の『ぱら☆いぞ』では、あずま及び里見英樹から許可を得て[35]、メンバーを総出演させている回がある。
- 洋楽『ぷんちきぱやっぱー』（Caipirinha）は、智がこの曲に合わせて踊る動画がニコニコ動画で有名になったことから日本発売が決定した。動画自体はキングレコード社の権利を侵害していたとして2008年10月10日に削除されたが、CDのジャケットではオリジナルキャラクターが、アニメの一場面で智が取った格好と同じ姿勢をとっている。

## 書籍

### コミックス
メディアワークスより「Dengeki Comics」として刊行、全4巻。
1. 2000年2月10日発売 ISBN 4-8402-1467-0
2. 2000年10月27日発売 ISBN 4-8402-1691-6
3. 2001年9月10日発売 ISBN 4-8402-1943-5
4. 2002年6月10日発売 ISBN 4-8402-2128-6

### 新装版
1年生から3年生までの全3巻に再編集して小学館より「少年サンデーコミックススペシャル」として刊行。初期を中心に大幅に加筆修正が施され、2009年時点のあずまの画風に近付けられているほか、『補習編』が同じ時系列の話に追記する形で収録されている。“”は帯のキャッチコピー。
1. 2009年6月16日初版発行（2009年6月11日発売） ISBN 978-4-09-121695-3 “21世紀の4コマ漫画は、ここから始まりました。”
2. 2009年7月22日初版発行（2009年7月17日発売） ISBN 978-4-09-121696-0 “まだ読んでない人と、まだまだ読みたい人に”
3. 2009年8月23日初版発行（2009年8月18日発売） ISBN 978-4-09-121697-7 “日本で一番売れている4コマをご存じですか？”

### ムック
あずまんが大王生誕10周年記念として、『大阪万博』というタイトルでアスキー・メディアワークスより刊行。単行本未収録作品やグッズを始めとする、本作に関する展開を丸ごと網羅したグラビアページと、下記の作家陣が手掛けるトリビュートコミックで構成されている。
- 2009年10月27日初版発行（同日発売） ISBN 978-4-04-868060-8

#### 参加作家
- 蒼樹うめ
- あらゐけいいち
- いわさきまさかず
- うさくん
- kashmir
- カヅホ
- カネコマサル
- 古賀亮一
- saxyun
- 篠房六郎
- すか
- 大沖
- 道満晴明
- ばらスィー
- 氷川へきる
- 結城心一[注 27]

### オフィシャルガイドブック
『あずまんが大王The Animationビジュアルブック』としてメディアワークスより刊行。全2巻。
1. 2002年8月26日発売 ISBN 4-8402-2203-7
2. 2002年12月10日発売 ISBN 4-8402-2290-8

## TVアニメ版記録メディア

### VHS
KING RECORDSより発売。全6巻。各4話収録。1、2巻のみ5話収録。
1. 2002年10月2日発売 KIVA-833
2. 2002年11月6日発売 KIVA-834
3. 2002年12月4日発売 KIVA-835
4. 2003年1月8日発売 KIVA-836
5. 2003年2月5日発売 KIVA-837
6. 2003年3月5日発売 KIVA-838

### DVD
KING RECORDSより発売。全6巻。
1. 2003年7月24日発売 KIBA-893
2. 2003年8月27日発売 KIBA-894
3. 2003年9月25日発売 KIBA-895
4. 2003年10月22日発売 KIBA-896
5. 2003年11月27日発売 KIBA-897
6. 2003年12月26日発売 KIBA-898

### 学年別DVD-BOX
KING RECORDSより単品版に先駆けての発売。各巻2枚組・全3巻。全巻購入特典はちよ父の置物。巻ごとに付属しているブックレットには結城心一による番外編4コマ『いけいけ!かおりん』が掲載された。この漫画は『大阪万博』にて再掲載される際『追試編』と銘打たれている。「1年生」は2002年11月22日に期間限定特別盤（KIBA-99795-99796）として値引きのないものが発売されたが、帯以外の違いは存在しない。
1. 1年生 2002年9月25日発売 KIBA-9795-9796 9話収録。全巻収納BOXつき。初回版あり。
2. 2年生 2002年11月22日発売 KIBA-9797-9798 10話収録。初回版は画集付き。
3. 3年生 2003年1月22日発売 KIBA-9799-9800 7話収録。初回版はちよ父キーホルダートップ付き。

### UMD
全9巻、各3話収録。9巻のみ2話収録。
1. 2005年12月21日発売 KIUA-33
2. 2006年1月25日発売 KIUA-34
3. 2006年2月22日発売 KIUA-35
4. 2006年3月24日発売 KIUA-36
5. 2006年4月26日発売 KIUA-37
6. 2006年5月24日発売 KIUA-38
7. 2006年6月21日発売 KIUA-39
8. 2006年7月26日発売 KIUA-40
9. 2006年8月23日発売 KIUA-41

### 全巻DVD-BOX
KING RECORDSより廉価版として発売。6枚組、全26話収録。
- あずまんが大王 DVD-BOX 2009年6月24日発売 KIBA-91669-91674

### Blu-ray BOX
KING RECORDSより廉価版として発売。5枚組、全26話収録。
- あずまんが大王 Blu-ray BOX 2016年7月27日発売

## CD

### アニメCD
TVアニメOPテーマ『空耳ケーキ』c/w：『Raspberry heaven』
2002年4月22日発売 LACM-4053
空耳ケーキ
作詞：畑亜貴、作曲・編曲：伊藤真澄、歌：Oranges & Lemons
Raspberry heaven
作詞：畑亜貴、作曲・編曲：上野洋子、歌：Oranges & Lemons

TVアニメオリジナルサウンドトラック
音楽：栗原正己、演奏：栗コーダーポップスオーケストラ
Vol. 1
2002年6月26日発売 LACA-5111
テレビアニメ版1 - 13話のBGMと、OPテーマ『空耳ケーキ』・EDテーマ『Raspberry heaven』のTVサイズ版を収録。
Vol. 2
2002年10月23日発売 LACA-5128
テレビアニメ版14話以降のBGMと、映画版使用曲、テレビアニメ版1話の挿入歌『ちよちゃんのつくりましょう!』（歌：金田朋子）を収録。
おまとめ盤
2009年6月24日発売 LACA-9151,9152
Vol. 1、2をカップリングさせた廉価版。他のアニメ関連CDと異なり、ジャケットイラストはあずまきよひこが手がけている。ランティスレーベル創立25周年記念“Lジャケ”CD復刻シリーズとして、2024年5月15日再発売、LACA-39033,4

Tribute to あずまんが大王
2002年10月2日発売 LACA-5123
歌：Oranges & Lemons、演奏：栗コーダーポップスオーケストラ
劇中のサウンドトラックをイメージソングに編曲したアレンジアルバム。
空耳ケーキ
作詞：畑亜貴、作曲：伊藤真澄、編曲：栗原正己
栗コーダーポップスオーケストラの演奏によるアレンジ。
風の色マーチ
作詞：畑亜貴、作曲・編曲：栗原正己、原曲：次回予告BGM『さあ、始めよう』
星のめがね
作詞：畑亜貴、作曲・編曲：栗原正己、原曲：『ちよちゃんは10才で高校生』
胡桃鳴らす青空
作詞：畑亜貴、作曲・編曲：上野洋子
本編には使用されていないオリジナル曲。
どういうことかな（氷の十字路編）
作詞：畑亜貴、作曲：栗原正己、編曲：上野洋子、原曲：『どういうことかな』
原曲とは曲調が大きく異なる。
風の色マーチ（reprise）
作詞：畑亜貴、作曲：栗原正己、編曲：Oranges & Lemons、原曲：アイキャッチBGM『「あ」イキャッチ』
Oranges & Lemonsのア・カペラによるアレンジ。
moi moi
作詞：畑亜貴、作曲・編曲：栗原正己、原曲：『休み時間デスカ』
Weepin' rains
作詞：畑亜貴、作曲：栗原正己、編曲：伊藤真澄、原曲：『ヤマピカリャー!』
朝焼け線路
作詞：畑亜貴、作曲・編曲：栗原正己、原曲：『新学期』
Raspberry heaven
作詞：畑亜貴、作曲・編曲：上野洋子
Oranges & Lemonsのア・カペラによるアレンジ。

Tribute to「あずまんが大王」ライブ
2003年12月10日発売 LACA-5237
音楽：栗原正己、演奏：栗コーダーポップスオーケストラ
2003年10月4日に行なわれたライブを収録。
演奏曲目（サウンドトラック・CD未収録曲を除く）
星のめがね
歌：Oranges&Lemons
Weepin' rains
歌：Oranges&Lemons
しっかり! TRY La Lai
歌：松岡由貴
サラバイ!〈映画ver.〉
歌：金田朋子
朝焼け線路
歌：Oranges&Lemons
空耳ケーキ
歌：Oranges&Lemons
Raspberry heaven
歌：Oranges&Lemons
moi moi（アンコール曲）
歌：Oranges&Lemons
風の色マーチ（アンコール曲）
歌：Oranges&Lemons、金田朋子、松岡由貴

### キャラクターCD
1. Vol.1 美浜ちよ（2002年5月22日発売 LACM-4055）
  1. 世界はNEOHAPPY
作詞：畑亜貴、作曲・編曲：伊藤真澄、歌：金田朋子
  2. サラバイ! 〜ハッピー編
作詞：谷口正明、作曲・編曲：七瀬光、歌：金田朋子
    - 第17話の挿入歌。ただし、本編で歌っているのは暦役の田中理恵。
2. Vol.2 榊さん（2002年5月22日発売 LACM-4056）
  1. 心は少女でパラシュート
作詞：畑亜貴、作曲・編曲：伊藤真澄、歌：浅川悠
    - 第17話・第19話の挿入歌。

  2. 魔法猫に会える日は
作詞：畑亜貴、作曲・編曲：伊藤真澄、歌：浅川悠、金田朋子
3. Vol.3 春日歩（2002年6月26日発売 LACM-4060）オリコン63位
  1. しっかり! TRY La Lai
作詞：畑亜貴、作曲・編曲：伊藤真澄、歌：松岡由貴
  2. Time Pavement
作詞：畑亜貴、作曲・編曲：伊藤真澄、歌：松岡由貴
    - 第17話の挿入歌。
4. Vol.4 滝野智（2002年7月24日発売 LACM-4064）オリコン80位
  1. ぽいぽいPEACE
作詞：畑亜貴、作曲・編曲：金井江右、歌：樋口智恵子
    - 第18話・第21話の挿入曲[注 29]。

  2. 空はとびきりパラダイス
作詞：畑亜貴、作曲・編曲：伊藤真澄、歌：樋口智恵子
5. Vol.5 神楽（2002年7月24日発売 LACM-4065）オリコン79位
  1. 明日は負けないGO! FRIEND!
作詞：畑亜貴、作曲・編曲：HULK、歌：桑島法子
  2. Lazy Crazy ボンクラーズ
作詞：畑亜貴、作曲・編曲：金井江右、歌：桑島法子、樋口智恵子、松岡由貴[注 30]
6. Vol.6 水原暦（2002年9月4日発売 LACM-4069）オリコン70位
  1. それぞれのOne way
作詞：畑亜貴、作曲・編曲：金井江右、歌：田中理恵
  2. おいしいキミたち
作詞：畑亜貴、作曲・編曲：伊藤真澄、歌：田中理恵、樋口智恵子
7. Vol.7 谷崎ゆかり&黒沢みなも（2002年9月4日発売 LACM-4070）オリコン75位
  1. おとなを休んで出かけよう
作詞：畑亜貴、作曲・編曲：金井江右、歌：平松晶子、久川綾
  2. 天職イコール快感の法則
作詞：畑亜貴、作曲・編曲：金井江右、歌：平松晶子、久川綾、石井康嗣[注 31]
8. Vol.8 かおりん（2002年9月25日発売 LACM-4071）オリコン49位
  1. 風のMon-Ami
作詞：畑亜貴、作曲・編曲：伊藤真澄、歌：野川さくら
  2. TeaRoseで眠りましょう
作詞：畑亜貴、作曲：伊藤真澄、編曲：竹下欣伸、歌：野川さくら

- TVアニメーション「あずまんが大王」ヴォーカルコレクション うたいましょ（2002年12月25日発売） LACA-5145

1. 空耳ケーキ / 歌：Oranges&Lemons
2. つくりましょう!
作詞：錦織博、伊藤真澄、作曲・編曲：伊藤真澄、歌：金田朋子、松岡由貴、樋口智恵子、田中理恵
3. 心は少女でパラシュート / 歌：浅川悠
4. しっかり! TRY La Lai / 歌：松岡由貴
5. ぽいぽいPEACE / 歌：樋口智恵子
6. 明日は負けないGO! FRIEND! / 歌：桑島法子
7. ほろりんコンフェティ
作詞：畑亜貴、作曲・編曲：伊藤真澄、歌：金田朋子、松岡由貴
8. それぞれのOne way / 歌：田中理恵
9. おとなを休んで出かけよう / 歌：平松晶子、久川綾
10. 風のMon-Ami / 歌：野川さくら
11. サラバイ!＜映画ver.＞
作詞：谷口正明、作曲・編曲：七瀬光、歌：金田朋子
  - 映画「あずまんが大王 THE ANIMATION」エンディングテーマ。『サラバイ! 〜ハッピー編』とは編曲が若干異なる。
12. Raspberry heaven / 歌：Oranges&Lemons

## ゲーム

### ゲームソフト
- あずまんがドンジャラ大王 - バンダイ、プレイステーション用ソフト 2002年4月18日発売
- あずまんが大王アドバンス - キングレコード、ゲームボーイアドバンス用ソフト 2003年4月25日発売

### アーケードゲーム
- あずまんが大王パズルボブル - モス、タイトー 2002年12月稼動開始